# Arena Condá
L'Arena Condá est un stade brésilien, situé dans la ville de Chapecó, dans de l'État de Santa Catarina.
Le club Chapecoense en est l'équipe résidente.

## Histoire
En 2008, l'ancien stade régional Índio-Condá (limité à 12 500 spectateurs) est complètement refondu, avec notamment la démolition et la reconstruction des deux tribunes latérales. Après plusieurs étapes, le nouveau stade est terminé en 2014.